# Doris Lamprecht
Pour les articles homonymes, voir Lamprecht.
 (décembre 2012).
Si vous disposez d'ouvrages ou d'articles de référence ou si vous connaissez des sites web de qualité traitant du thème abordé ici, merci de compléter l'article en donnant les références utiles à sa vérifiabilité et en les liant à la section « Notes et références ».
Doris Lamprecht est une mezzo-soprano autrichienne.

## Biographie
Doris Lamprecht naît à Linz en Autriche d’une mère compositrice de chansons folkloriques autrichiennes et d’un père fonctionnaire. Dès l’âge de 8 ans, elle chante en soliste dans différents chœurs d’associations. Elle se fait remarquer dans la chorale de son lycée, et participe en tant que soliste à plusieurs tournées qui l’amènent en Angleterre, Finlande et en Allemagne. L’été de ses 20 ans elle passe une audition pour un célèbre orchestre folklorique autrichien, pour remplacer au pied levé une chanteuse dans un chapiteau autrichien à la Fête des Loges en Saint-Germain-en-Laye. Paris, qu’elle ne quittera plus.
Sur le conseil d’un ami, Doris Lamprecht tente l’examen d’entrée au Conservatoire de Boulogne. Elle réussit et suit les cours de chant auprès de Géori Boué pendant 2 ans. Sa prochaine étape l’emmène au Conservatoire National Supérieur de Musique et de Danse de Paris, et passe son prix de chant dans la classe de Jane Berbié. Elle complète sa formation à l'Atelier lyrique de l'Opéra de Paris auprès de Michel Sénéchal et suit des Masterclasses avec des professeurs de renom tel que Christa Ludwig, Daniel Ferro, Lorraine Nubar, Sena Jurinac, Anthony Rolfe Johnson, Véra Rosza, Heather Harper, Nancy Evans, et se perfectionne en Mélodie et Lied auprès de Gérard Souzay, Dalton Baldwin, Gerald Moore, Martin Isepp et surtout Ruben Lifschitz.
Depuis 2016, Doris Lamprecht est professeur de chant au Conservatoire à Rayonnement Régional CRR de Paris et au Conservatoire de Musique du 9ème arrondissement CMA9 à Paris.

## Interprétations
(avril 2022).
Doris Lamprecht a imposé sa présence scénique et vocale dans un très vaste répertoire, qui s'étend de Monteverdi, Bach, Haendel (Scipione à Beaune), aux compositeurs contemporains (créations du Maître et Marguerite de York Höller au palais Garnier, des Lettres de Westerbork d'Olivier Greif, de La Frontière de Philippe Manoury).
Par sa personnalité et son sens musical, elle a marqué de son empreinte la Junon du Platée de Rameau, mis en scène à l'Opéra de Paris par Laurent Pelly - avec lequel elle a par la suite joué au théâtre.
Ces mêmes qualités lui ont également valu de camper avec force Mme Boulingrin (Les Boulingrin, création de Georges Aperghis à l'Opéra Comique, Lady Pamela dans le Fra Diavolo d'Auber, à l'Opéra Comique et à l'Opéra Royal de Wallonie, et Ermerance (Véronique) mise en scène par Fanny Ardant au Théâtre du Châtelet. A l'Opéra de Paris, dans Die tote Stadt, elle s'est montrée une exceptionnelle Brigitta dont les phrases aiguës n'avaient rien à envier à celles de la plus agile soprano.
Aussi à l'aise en italien et en français qu'en allemand, dotée d'une sensibilité digne des très grandes, elle s'est faite avec succès l'interprète de Verdi (Rigoletto à Strasbourg, La traviata à Orange), d'Offenbach (Les Brigands à l'Opéra Bastille, La Belle Hélène à Zürich sous la direction de Nikolaus Harnoncourt, La Périchole à Marseille, La Vie Parisienne à Tours), de Mozart (La Flûte enchantée à Aix-en-Provence, Lyon et Orange), de Alban Berg (Lulu à Metz), ou encore de Humperdinck (Hänsel et Gretel à l'Opéra des Flandres).
Parmi ses rôles remarqués, il faut encore citer celui de Dame Marthe (Faust à Lille, Amsterdam et Paris), de Gertrud (Hamlet à Saint-Etienne et Moscou), de Marcelline (Les Noces de Figaro à Tours et Reims), mais aussi de La Duègne (Cyrano au Châtelet et au Teatro Real de Madrid), Madame Larina dans Eugène Onéguine à Strasbourg, Avignon et Genève, sans oublier Madame de Croissy (Dialogues des carmélites à l'Opéra de Nantes et Angers) et Madame de la Haltière (Cendrillon au Liceu de Barcelone). Elle a interprété La Marquise de Berkenfield (La Fille du régiment à l’Opéra de Paris) dans la mise en scène de Laurent Pelly, entourée de Natalie Dessay et Juan Diego Florez.
Elle est d’ailleurs régulièrement à l’affiche à Paris, et on a pu l’entendre dans le rôle de la Sorcière dans Hänsel et Gretel à L’Opéra de Paris, ainsi que dans Faust et à l’Opéra Comique dans la très attendu mise en scène de Jérôme Deschamps pour Les Mousquetaires au Couvent.
Dans les années 2010, elle a été Hedwige dans Guillaume Tell, Jacqueline dans Le médecin malgré lui au Grand Théâtre de Genève, L’Opinion Publique dans Orphée aux Enfers à Nancy et Montpellier, rôle qu’elle retrouvera en 2016/17 à Nantes-Angers Opéra.